# Jarrow Hall (museum)
Jarrow Hall (tidligere Bede's World) er et arkæologisk frilandsmuseum i Jarrow, South Tyneside, England der beskæftiger sig med Beda den Ærværdiges liv. Beda var en munk, forfatter og lærd, der levede på Abbey Church of Saint Peter and Saint Paul, Wearmouth-Jarrow, et dobbeltkloster i Jarrow og Monkwearmouth, (i dag en del af Sunderland), England.
Museet indeholder, udover udstilling om Beda, også en rekonstrueret angelsaksisk gård og den georgianske bygning Jarrow Hall House, og i løbet af året afholdes forskellige aktiviteter som håndværk og skoletejeneste.